# Léon Jongen
Léon Jongen (Liegi, 2 marzo 1884 – Bruxelles, 18 novembre 1969) è stato un compositore, organista e direttore d'orchestra belga.

## Biografia
Figlio di Alphonse Jongen, intagliatore, e fratello minore del compositore Joseph Jongen, inizia i suoi studi musicali, che termina nel 1898, a Liegi presso il conservatorio cittadino. Fino al 1904 ricopre il ruolo di organista presso la chiesa di Saint-Jacques e successivamente, nel 1913, vince il prestigioso Prix de Rome belga con la cantata Les fiancés de Noël. Durante la prima guerra mondiale è a Parigi, dove ha modo di incontrare compositori dal calibro di Gabriel Fauré, Vincent d'Indy, Claude Debussy e Maurice Ravel.
Subito dopo, intraprende un viaggio in diversi continenti, soggiornando in Africa, India, Cina, Giappone e Hanoi. Qui si stabilisce e dal 1927 al 1929 dirige all'Opera di Tonkin. Di ritorno in Belgio nel 1934 diventa maestro di fuga nel Conservatorio Reale di Bruxelles dove, a partire dal 1938, gli verranno affidati sempre più importanti responsabilità fino al 1939 anno in cui assume la carica di direttore del conservatorio, succedendo, così, al fratello. Manterrà quest'incarico fino al 1949. Dal 1960 al 1962 è presidente di giuria dello storico Concorso Regina Elisabetta.

## Stile
Compositore prolifico, scrisse principalmente per orchestra e opere; ammiratore della scuola romantica francese, nella sua produzione si possono sentire gli influssi della musica di César Franck. Tra i suoi allievi figurano, invece, compositori come Marcel Quinet.

## Opere scelte
- Étude Symphonique pour Servir de Prélude à l'Oedipe Roi (1908)
- Roxelane (1920)
- Suite Provençale (1926)
- Suite Provençale No. 3 (1926)
- Campeador (1932)
- In Memoriam Regis  (1934)
- Malaisie (1935)
- Venezuela (1936)
- Fanfare (1939)
- Improvisation (1943)
- Six Esquisses (1943)
- Quatre Miniatures (1949)
- Musique pour un Ballet (1954)
- Divertissement en Forme de Variations sur un Thème de Haydn (1955)
- Concerto per violino (1962)[6]